# Dénoyauteur de cerise

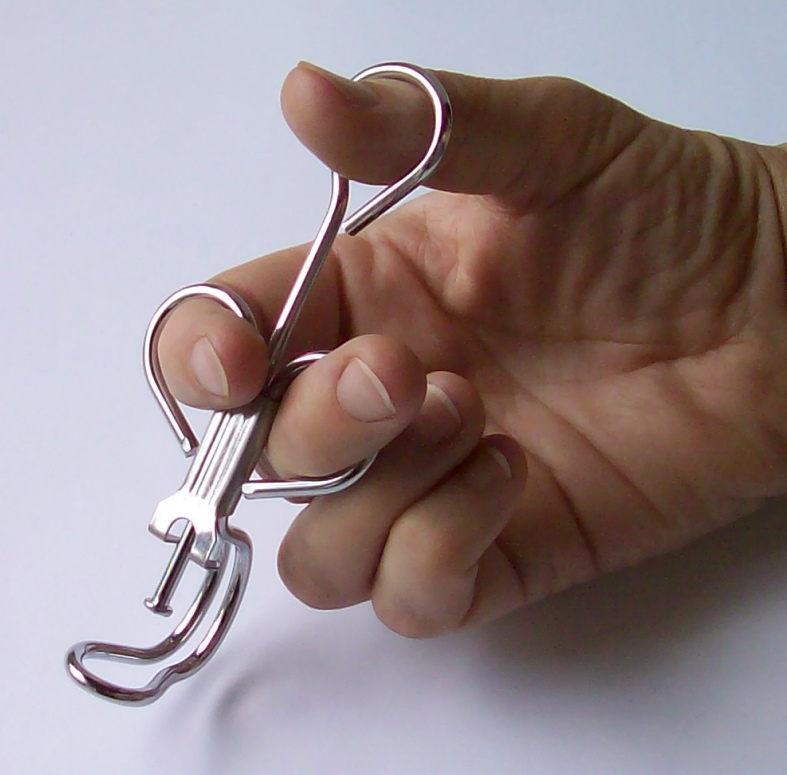
Dénoyauteurs de cerises.

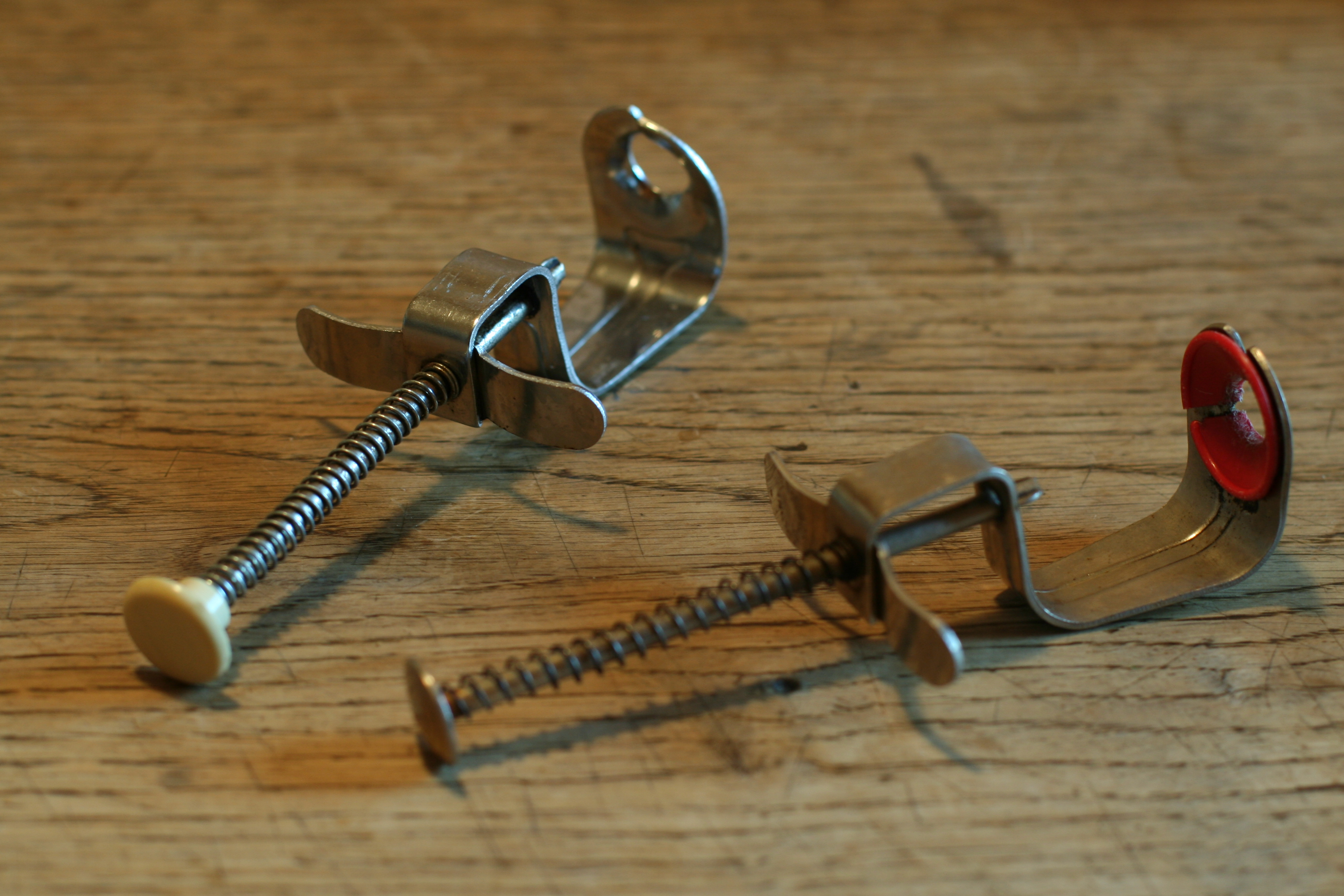
Dénoyauteurs de cerises.

Un dénoyauteur de cerise est un ustensile de cuisine utilisé pour enlever le noyau de la chair de la cerise. Le but principal de cet outil est de pouvoir séparer le noyau de la chair du fruit sans endommager celui-ci. 